# Cantone di Pechbonnieu
Il Cantone di Pechbonnieu è una divisione amministrativa dell'Arrondissement di Tolosa.
È stato costituito a seguito della riforma approvata con decreto del 13 febbraio 2014, che ha avuto attuazione dopo le elezioni dipartimentali del 2015.

## Composizione
Comprende 26 comuni:
- Azas
- Bazus
- Bonrepos-Riquet
- Castelmaurou
- Garidech
- Gauré
- Gémil
- Gragnague
- Labastide-Saint-Sernin
- Lapeyrouse-Fossat
- Lavalette
- Montastruc-la-Conseillère
- Montberon
- Montjoire
- Montpitol
- Paulhac
- Pechbonnieu
- Roquesérière
- Rouffiac-Tolosan
- Saint-Geniès-Bellevue
- Saint-Jean-Lherm
- Saint-Loup-Cammas
- Saint-Marcel-Paulel
- Saint-Pierre
- Verfeil
- Villariès